# Буг (плавучая база)
«Constanța», «Буг», «ПКЗ-87» — румынское, после 1944 года советское судно — база подводных лодок. Построено в Италии, служило базой для единственной подлодки ВМС Румынии и торпедных катеров. Захвачено как трофей в 1944 году в Констанце. На Черноморском флоте ВМФ СССР обеспечивала 2-ю бригаду подводных лодок, 152-ю отдельную бригаду подводных лодок, 155-ю отдельную бригаду подводных лодок. Базировалось в Балаклаве, в Одессе.

## Характеристики[1]
- Водоизмещение: 1609 т.
- Размеры: длина — 77,95 м, ширина — 11,28 м, осадка — 4,04 м.
- Скорость полного хода: 13 узлов.
- Дальность плавания: 12000 миль.
- Силовая установка: дизельная, 2х1000 л. с., 2 вала[2].
- Вооружение: первоначально 2 × 1 102-мм, 2 × 1 40-мм орудия, с весны 1941 г. — 2 × 1 76-мм, 2 × 1 20-мм орудия, 2 × 2 13,2 мм пулемета, затем снято.
- Экипаж: 136 чел.

## Строительство
В рамках программы военно-морского строительства 1927 года правительство Румынии заказало итальянским верфям два эсминца «Реджеле Фердинанд» и «Регина Мария», подводную лодку «Дельфинул» и корабль обеспечения подводных лодок.
Судно «Сonstanta» было заложено 15 августа 1927 года на верфи «Кантье Навале ди Кварнаро» в Фиуме Италия (ныне Риека), спущено на воду 8 ноября 1928 года, вступило в строй в 1931 году и вошло в состав ВМС Румынии в качестве плавбазы подводных лодок и торпедных катеров.

## Служба

### ВМС Румынии
15 июня 1931 года «Констанца» самостоятельно покинула Фиуме и прибыла в Констанцу 20 июня 1931 года. В октябре она снова отправилась в Фиуме, чтобы доставить команду подлодки Дельфинул на верфь для приёма лодки. Однако подводная лодка все еще не была достроена, поэтому « Констанца» вернулась.
Повторно заходила в Фиуме 7 февраля 1936 года, сопроводив новую подводную лодку в Румынию. В декабре 1936 года и в июне 1937 года она сопровождала подводную лодку во время визитов в Стамбул. С 1 апреля 1932 года Констанца дополнительно использовалась как учебный корабль для обучения курсантов.
С июня 1940 года была передана в состав новой группы подводных лодок и катеров ВМС Румынии и служила в качестве корабля обеспечения «Дельфинулу» и быстроходным катерам «Висколул», «Виджелия» и «Вифорул».
Участвовала во Второй Мировой войне, 3 или 4 августа 1941 года сбила советский самолёт.

### Черноморский флот ВМФ СССР
29 августа 1944 года была захвачена советскими войсками и кораблями ЧФ в качестве трофея в Констанце и 14 сентября 1944 года зачислена в состав Черноморского флота.
20 октября 1944 года была переименована в «Буг». Базировалась на Балаклаву, обеспечивала 2-ю бригаду подводных лодок. Базировалась на Одессу, обеспечивала 152-ю отдельную бригаду подводных лодок. Базировалась на Балаклаву, обеспечивала 155-ю отдельную бригаду подводных лодок.
9 апреля 1973 года получила новое название — «ПКЗ-87» и 4 сентября 1973 года переформирована в плавказарму. 16 апреля 1977 года была исключена из списков судов ВМФ в связи с передачей в Отдел фондового имущества. Впоследствии была разделана на металл в Инкермане.

## Командиры
- 1941 лейтенант-коммандер Виктор Войнеску[4]